# Lac Kakickawkamak
Lac Kakickawkamak är en sjö i Kanada.   Den ligger i regionen Mauricie och provinsen Québec, i den sydöstra delen av landet, 300 km norr om huvudstaden Ottawa. Lac Kakickawkamak ligger 405 meter över havet. Arean är 2,2 kvadratkilometer. Den ligger vid sjön Lac Delâge. Den sträcker sig 2,5 kilometer i nord-sydlig riktning, och 2,8 kilometer i öst-västlig riktning.
I omgivningarna runt Lac Kakickawkamak växer i huvudsak blandskog. Trakten runt Lac Kakickawkamak är nära nog obefolkad, med mindre än två invånare per kvadratkilometer.